# (28439) Miguelreyes
2000 AM30 (asteroide 28439) é um asteroide da cintura principal. Possui uma excentricidade de 0.09738410 e uma inclinação de 4.33573º.
Este asteroide foi descoberto no dia 3 de janeiro de 2000 por LINEAR em Socorro.